# 大山梗菜
大山梗菜（學名：Lobelia siphilitica）生長在潮濕林地及溪畔，分佈北美東部。綠莖直立，珠高約60公分，莖頂著生花穗，為藍紫色花朵組成的密集穗狀花序。葉無柄，為兩端漸窄的矛形葉，有齒狀邊緣且不平整。大團的白根被印地安人用來治梅毒。

## 文獻
- 世界藥用植物圖鑑 頁184，Lesley Bremness 著，貓頭鷹出版社 ISBN 978-986-7001-99-3

## 外部連結
- 洛貝林 Lobeline（页面存档备份，存于） 中草藥化學圖像數據庫 (香港浸會大學中醫藥學院) （中文）（英文）